# Bejt Oved
Bejt Oved (hebrejsky בֵּית עוֹבֵד, v oficiálním přepisu do angličtiny Bet Oved, přepisováno též Beit Oved) je vesnice typu mošav v Izraeli, v Centrálním distriktu, v Oblastní radě Gan Rave.

## Geografie
Leží v nadmořské výšce 31 metrů v hustě osídlené a zemědělsky intenzivně využívané pobřežní nížině, při dolním toku řeky Nachal Sorek, nedaleko písečných dun, které lemují pobřeží.
Obec se nachází 7 kilometrů od břehu Středozemního moře, cca 17 kilometrů jižně od centra Tel Avivu, cca 46 kilometrů severozápadně od historického jádra Jeruzalému a 6 kilometrů jihozápadně od města Rišon le-Cijon. Mošav leží nedaleko jihozápadního okraje města Nes Cijona. Bejt Oved obývají Židé, přičemž osídlení v tomto regionu je etnicky převážně židovské.
Bejt Oved je na dopravní síť napojen pomocí místní silnice číslo 4303, která zde ústí do dálnice číslo 42.

## Dějiny

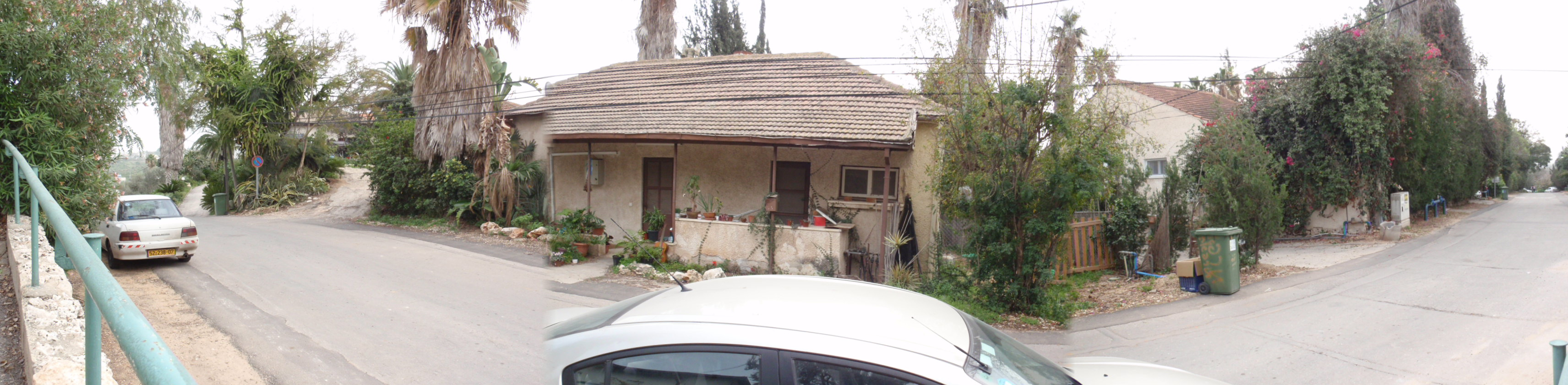
Zástavba v mošavu Bejt Oved

Bejt Oved byl založen v roce 1933. Šlo o součást masivního osidlovacího programu Hitjašvut ha-Elef (התיישבות האלף), který měl za cíl urychlit zřizování menších zemědělských osad, jež by pomohly utvořit územně kompaktní bloky židovského osídlení v tehdejší mandátní Palestině. Název vesnice je odvozen od biblického citátu z první knihy kronik 13,14: „Boží schrána zůstala při domě Obéd-edómově“ Slovo Oved zároveň v hebrejštině znamená „pracující“.
Koncem 40. let měl mošav rozlohu katastrálního území 660 dunamů (0,66 kilometru čtverečního). Místní ekonomika je založena na zemědělství, poblíž vesnice leží sídlo Oblastní rady Gan Rave.

## Demografie
Podle údajů z roku 2014 tvořili naprostou většinu obyvatel v Bejt Oved Židé (včetně statistické kategorie "ostatní", která zahrnuje nearabské obyvatele židovského původu ale bez formální příslušnosti k židovskému náboženství).
Jde o menší obec vesnického typu s dlouhodobě stagnující populací. K 31. prosinci 2014 zde žilo 304 lidí. Během roku 2014 populace stoupla o 5,2 %.
| Rok            | 1948 | 1961 | 1972 | 1983 | 1995 | 2001 | 2003 | 2004 | 2005 | 2006 | 2007 | 2008 | 2009 | 2010 | 2011 | 2012 | 2013 | 2014 |
| -------------- | ---- | ---- | ---- | ---- | ---- | ---- | ---- | ---- | ---- | ---- | ---- | ---- | ---- | ---- | ---- | ---- | ---- | ---- |
| Počet obyvatel | 254  | 193  | 232  | 265  | 296  | 304  | 304  | 313  | 315  | 306  | 319  | 322  | 299  | 290  | 275  | 279  | 289  | 304  |